# Vasco Furlan
Vasco Fernande Furlan (Tupanciretã, 6 de janeiro de 1940) é um advogado, professor e político brasileiro.

## Carreira
Foi vereador reeleito e presidente da Câmara Municipal de Concórdia-SC.
Foi deputado à Assembleia Legislativa de Santa Catarina na 9ª legislatura (1979 — 1983), eleito pela Aliança Renovadora Nacional (ARENA), e na 10ª legislatura (1983 — 1987), eleito pelo Partido Democrático Social (PDS). Foi 1º vice-presidente da Mesa Diretora da Casa (1981-1982), vice-líder do Governo e presidente da Comissão Permanente de Finanças (1979-1981) .
Nas eleições de 1986, disputou vaga de Senador por Santa Catarina, pelo PDS. Recebeu 225.242 votos (4a maior votação), mas não se elegeu. 
Foi deputado federal por Santa Catarina na 49ª legislatura (1991 — 1995), eleito pelo Partido Partido Democrático Social (PDS), com 39.858 votos. Durante essa Legislatura, foi membro das seguintes comissões permanentes: Constituição, Justiça e de Redação (titular); Agricultura e Política Rural (titular); Educação, Cultura e Desporto (suplente); Finanças e Tributação (suplente); Viação e Transportes (suplente). Também foi membro das seguintes comissões especiais: Legalidade do Jogo (titular) e Sistema Penitenciário Brasileiro (titular).
Foi secretário-geral nacional do PDS (1993-1994) e da Fundação Milton Campos (1994-1995). 
Foi membro do Parlamento Latino-Americano (Parlatino) de 1992 a 1993 e presidente de sua Comissão de Assuntos Culturais, Educação, Ciência e Tecnologia.
Foi um dos idealizadores e criadores da Universidade Latino-Americana e do Caribe (ULAC).
Foi candidato a deputado federal por Santa Catarina, em 1994, pelo PPR. Recebeu 35.483 votos, ficou na posição de suplente e não foi convocado.
Foi diretor-executivo do Banco Regional de Desenvolvimento Econômico (BRDE)  de 1996 a 1998.
Foi senador-suplente por Santa Catarina (1999-2006),[1] eleito pela coligação "Mais Santa Catarina" (PPB-PTB-PSL-PST-PL-PFL-PAN-PSDC-PRTB-PGT-PRN-PSDB-PTdoB).